# إرباخ (دانوب)
ارباخ (دانوب) (بالألمانية: Erbach an der Donau) هي بلدة، مدينة وبلدة ألمانية تقع في ألمانيا في منطقة ألب دانوب ‏.

## المدن التوأمة
مدن Wolkersdorf im Weinviertel وThorigny-sur-Marne هي مدن توأمة لـارباخ (دانوب).

## أعلام
- أنطون هافنر
- يوخن مولر